# Rm9sbG93ZXJz
«Rm9sbG93ZXJz» es el séptimo episodio de la undécima temporada de la serie de televisión estadounidense de ciencia ficción The X-Files. El episodio fue escrito por Shannon Hamblin y Kristen Cloke, y dirigido por Glen Morgan. Se emitió el 28 de febrero de 2018 en Fox. El título del episodio («Rm9sbG93ZXJz») es el código Base64 para «Followers» («Seguidores»), y el lema de este episodio es «VGhlIFRydXRoIGlzIE91dCBUaGVyZQ==» que se traduce como «The Truth is Out There» (La verdad está ahí fuera) en Base64.
El programa se centra en agentes especiales del FBI que trabajan en casos paranormales sin resolver llamados expedientes X; centrándose en las investigaciones de Fox Mulder (David Duchovny) y Dana Scully (Gillian Anderson) tras su reincorporación al FBI. En este episodio, Mulder y Scully se enfrentan a varias formas de inteligencia artificial. El episodio cuenta con un uso mínimo de diálogo.

## Argumento
El 23 de marzo de 2016, se lanzó al público a través de Twitter un bot conversacional de inteligencia artificial. Se presentó como un experimento que estudiaba las relaciones sociales en internet. Evolucionó muy rápido pero sus mensajes se volvieron ofensivos y finalmente la empresa de software se vio obligada a apagar el bot y borrar sus tuits. La secuencia de montajes visuales finaliza con una advertencia a todos los humanos y se combina con la secuencia de apertura habitual.
Fox Mulder y Dana Scully visitan un restaurante de sushi totalmente automatizado, Forowā (pronunciación en japonés de «follower», seguidor). Después de elegir su selección en una pantalla, ambos están ocupados interactuando con sus dispositivos inteligentes. Mientras Scully disfruta de su sushi, Mulder recibe un pez globo crudo en lugar del sushi que ordenó, pero descubre que no hay nadie con quien quejarse, ya que no hay personal humano y los chefs son robots. Mulder se niega a dejar propina, pero descubre que su tarjeta de crédito se ha atascado en la ranura de pago. Mulder intenta usar la fuerza para quitar su tarjeta, pero hace que el restaurante comience a cerrar. Scully logra abrir la puerta con un palillo, pero Mulder se ve obligado a dejar su tarjeta.
Mulder y Scully regresan a casa por separado, Scully toma un taxi automático que comienza a acelerar de manera alarmante. Ambos agentes son bombardeados con notificaciones automáticas de los servicios que han utilizado. Scully intenta llamar a Mulder pero no puede obtener una conexión y le cobran $250 cuando el sistema de seguridad de su hogar rechaza su contraseña. Ella recibe inesperadamente una aspiradora robótica entregada por un dron, pero le resulta demasiado frustrante usarla. Los electrodomésticos automáticos de Scully comienzan a funcionar mal, gas comienza a salir de su chimenea y las luces se apagan.
Mulder intenta cancelar su tarjeta de crédito y ve un dron espiándolo. Presumiendo que el operador es un niño entrometido, exige que se detenga antes de finalmente romperlo con un bate de béisbol. Aparecen drones más grandes y recuperan los restos, y cientos de pequeños drones irrumpen en su casa y lo obligan a huir.
Mulder llega a la casa de Scully pero descubre que se ha cerrado con llave. Scully, que huele el gas, rompe una puerta mosquitera para escapar justo cuando la aspiradora robótica atropella una cerilla que se había caído y provoca una explosión. Incapaces de llamar al 911 desde sus teléfonos y perseguidos por drones, los agentes intentan huir, desechando sus teléfonos y otros dispositivos electrónicos rastreables. Se refugian en un almacén que resulta estar lleno de robots cuadrúpedos y finalmente son acorralados por un robot que devuelve el teléfono de Mulder. Enfrentado a la pantalla de propinas de Forowā, Mulder le da una propina tardía al restaurante del 10%, lo que hace que las máquinas se retiren y todo vuelva a la «normalidad».
A la mañana siguiente, Mulder y Scully desayunan en un restaurante operado por humanos, pagan con papel moneda y finalmente dejan sus teléfonos a un lado, sentados en contemplación y tomados de la mano.

## Producción
En agosto de 2017, se anunció que Kristen Cloke y Shannon Hamblin escribirían un episodio basado en una historia de Glen Morgan, quién dirigió el episodio. Este fue el primer guion de The X-Files escrito por Cloke y Hamblin. Cloke, esposa de Glen Morgan, había sido previamente estrella invitada en el episodio de la cuarta temporada «The Field Where I Died» y Hamblin había trabajado como asistente de Morgan. El director Glen Morgan se inspiró para contar una historia visualmente, sin diálogo. Morgan había hecho un tipo similar de episodio para Space: Above and Beyond, una serie de televisión protagonizada por Cloke que creó junto al escritor de The X-Files James Wong.

## Recepción
En su emisión inicial en los Estados Unidos el 28 de febrero de 2018, recibió 3,23 millones de espectadores, inferior al episodio anterior, que tuvo 3,74 millones de espectadores.
«Rm9sbG93ZXJz» recibió críticas muy positivas por parte de los críticos. En Rotten Tomatoes tiene una aprobación del 100 % con una calificación promedio de 8,2 de 10 basado en 9 reseñas.